# Mušov
Mušov (německy Muschau) je samota, katastrální území a zaniklá vesnice v okrese Brno-venkov v Jihomoravském kraji. Katastrální území bývalého Mušova o rozloze 14,25 km², rozkládající se v Dyjsko-svrateckém úvalu, patří obci Pasohlávky.

## Historie
První písemná zmínka o Mušovu pochází z roku 1276. Vesnice byla založena německými kolonizátory ve 13. století na staré severojižní zemské stezce z prostoru dnešního Brna do Vídně. Poblíž vsi se nacházel most přes Dyji, která zde četnými meandry protékala lužními lesy a pravidelně zaplavovala okolí.
Mušov byl zlikvidován i přes odpor svých obyvatel koncem 70. let 20. století na základě rozhodnutí tehdejších socialistických orgánů z důvodu výstavby vodního díla Nové Mlýny. Do roku 1976 byl Mušov samostatnou obcí, usnesením plenárního zasedání Okresního národní výboru (ONV) Břeclav ze dne 22. dubna 1976 bylo schváleno vytvoření společného místního národního výboru obcí Pasohlávky a Mušov se sídlem v Pasohlávkách a usnesením plenárního zasedání ONV Břeclav ze dne 13. dubna 1979 byl vydán souhlas se zrušením obce Mušov s účinností od 1. ledna 1980. Od té doby je katastr Mušova součástí obce Pasohlávky (do roku 2006 okres Břeclav, poté okres Brno-venkov). Obyvatelé si mohli vybrat: buď dostanou byt, nebo si postaví rodinný domek v nově vyměřené ulici v Pasohlávkách. Díky úsilí památkářů zůstal z vlastní vesnice zachován kostel svatého Linharta, stojící dnes na ostrůvku uprostřed Věstonické nádrže. Socha sv. Jana Nepomuckého, která stávala před mušovským mostem, byla přemístěna do Pavlova, kde stojí před hřbitovem. Nedotčeny zůstaly také vinné sklepy pod vrchem Hradisko (Burgstall), nacházejícím se severně od vodních nádrží po západní straně silnice vedoucí od Pohořelic, a kaple svatého Ducha, vystavěná nákladem rodiny Rinderových (jedné ze dvou rodin, kterým bylo umožněno po válce zůstat v Mušově) a stojící na křižovatce před přehradou. Kříž z mušovské návsi byl převezen do Opatovic, kde se nachází před tamním kostelem. Poslední dnem otevření pošty v Mušově byl 30. červen 1978, ke stejnému dni byla zrušena zdejší farnost. Ze seznamu sídel byl Mušov vymazán v lednu 1980, definitivně byl jeho prostor zatopen vodami nádrže v roce 1987.

## Obyvatelstvo
| Rok            | 1869 | 1880 | 1890 | 1900 | 1910 | 1921 | 1930 | 1950 | 1961 | 1970 | 1980 | 1991 | 2001 | 2011 | 2021 |
| -------------- | ---- | ---- | ---- | ---- | ---- | ---- | ---- | ---- | ---- | ---- | ---- | ---- | ---- | ---- | ---- |
| Počet obyvatel | 558  | 667  | 695  | 665  | 742  | 742  | 730  | 559  | 601  | 533  | —    | —    | —    | —    | —    |
| Počet domů     | 88   | 89   | 95   | 105  | 121  | 126  | 152  | 143  | 137  | 129  | —    | —    | —    | —    | —    |

Vývoj počtu obyvatel

## Archeologická lokalita
Na vrchu Hradisko (dříve Burgstall) nad bývalou obcí a nad autokempem Merkur stával v 2. století n. l. římský vojenský tábor se zděnými stavbami velitelských budov a lázní. Římská 10. legie zde měla za úkol kontrolovat germánské kmeny poražené v markomanských válkách za vlády císaře Marka Aurelia.
Dne 21. října 1988 byla v blízkosti Hradiska nalezena královská hrobka germánského velmože s bohatou výbavou, patrně spojence Říma ve válce. V té době se prováděly rozsáhlé terénní úpravy kolem nové silnice včetně předepsaného archeologického průzkumu. Bylo při něm zjištěno, že římská stanice byla mnohem větší, než se původně předpokládalo. Dále se zde na několika místech našly pozůstatky římských krátkodobých táborů a slovanské pohřebiště, ostatně četné jsou archeologické nálezy i výzkumy ze všech období pravěku.
V červnu 2020 bylo na úpatí Hradiska otevřeno návštěvnické centrum s interaktivní expozicí nazvané „Brána do Římské říše“. Na expozici navazuje naučná stezka vedoucí na vrchol Hradiska.